# Hàm Cốc quan
Hàm Cốc quan hay đèo Hàm Cốc (Trung văn giản thể: 函谷关; bính âm: Hángǔ Guan) là một đèo quan ải chiến lược, giữa tuyến đường chia tách thung lũng sông Hoàng Hà và Vị Hà- Cái nôi của nền văn minh Trung Quốc và là nơi có kinh đô lâu đời qua nhiều đời hoàng đế - Tây An. Nó nằm ở bờ phía nam sông Hoàng Hà, về phía đông của Ngạc Nhĩ Đa Tư ở đầu Đồng quan, Thiểm Tây. Đây là nơi diễn ra nhiều trận đánh trong thời kỳ Chiến quốc và thời kỳ đầu thống nhất Trung Hoa, khi nó là nơi nhà Tần bảo vệ Quan Trung và Lạc Dương từ xa. Ngày nay, Hàm Cốc quan đề cập đến hai địa điểm, một là bảo tàng được xây dựng lại ở cổng của Linh Bảo, Tam Môn Hiệp, Hà Nam và hai là địa điểm khảo cổ nằm tại Tân An, Lạc Dương, Hà Nam.

## Lịch sử
Theo truyền thuyết, Lão Tử viết Đạo đức kinh cho một người bảo vệ biên giới Hàm Cốc quan trước khi ông đi về phía tây.
Các nước chư hầu nhà Tần củng cỗ quan ải này vào năm 361 TCN như là ranh giới phía đông trước khi nó trở thành nơi huyết mạch bảo vệ Quan Trung của nhà Tần và Tây Hán. Dưới thời Đông Hán, nó là nơi phòng thủ thành công trước triều đại nhà Tân của Vương Mãng. Hàm Cốc cũng là nơi bảo vệ Lạc Dương theo một hướng khác, ngăn chặn các cuộc tấn công từ phía tây và tây bắc. Sau khi nhà Hán sụp đổ, hình thành thời Tam Quốc, Hàm Cốc mất dần đi tầm quan trọng khi các công sự bảo vệ chính chuyển về phía tây đến Đồng quan cách Hàm Cốc không xa.

## Địa điểm khảo cổ

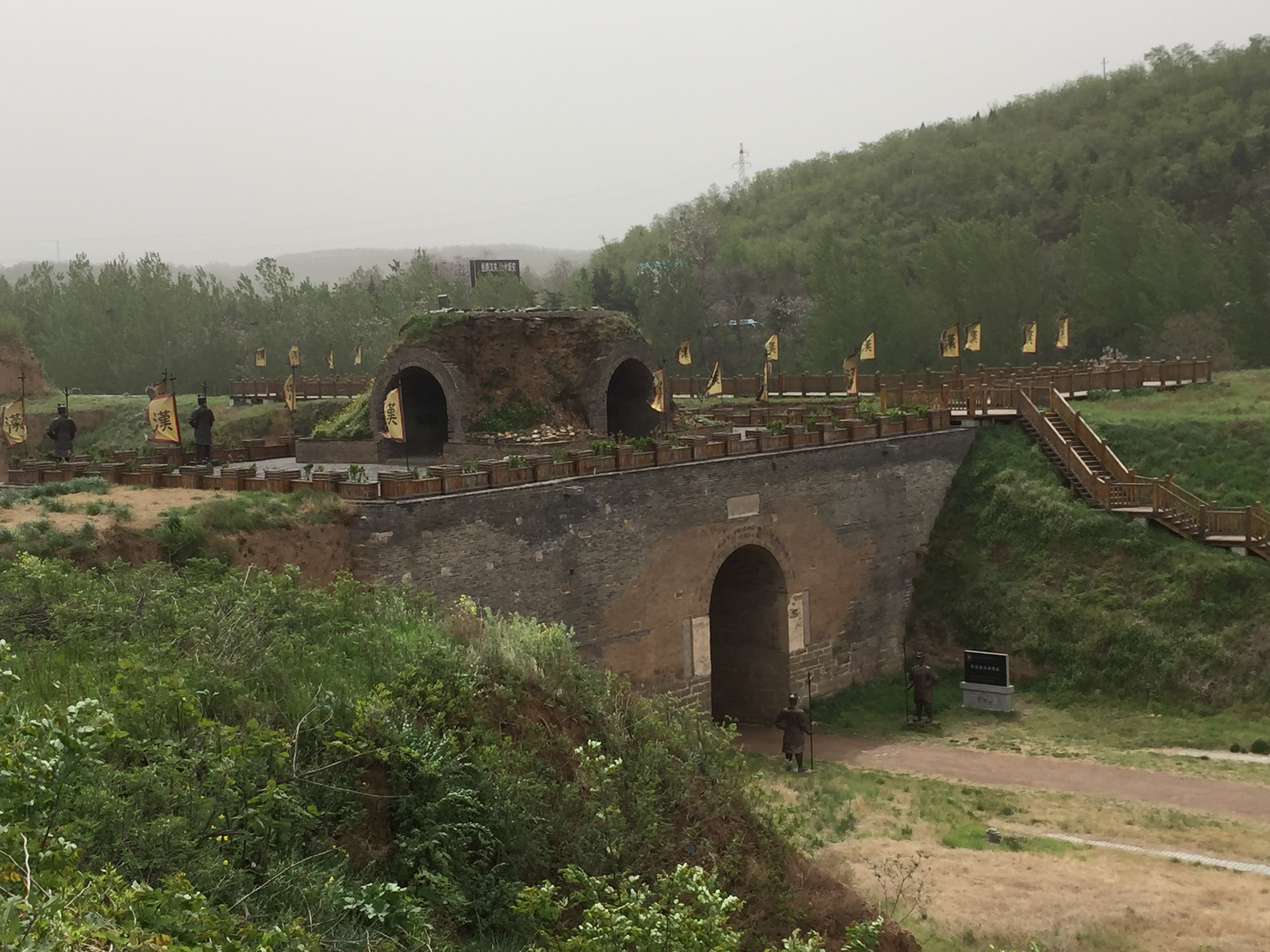
Bảo tàng và địa điểm khảo cổ học Hàm Cốc quan tại Tân An, Lạc Dương.

Cuộc khai quật ở Tân An, Lạc Dương trên khu vực có diện tích 3000 mét vuông đã phát hiện ra nhiều con đường, nền móng và các bức tường. Ngày nay, đây là một bảo tàng và là một phần của Di sản thế giới Con đường tơ lụa: Mạng đường Trường An - Hành lang Thiên Sơn được UNESCO công nhận vào năm 2014.